# Kjotska cesarska palača
Kjotska cesarska palača (京都御所, Kjōto-gošo) je nekdanja palača japonskega cesarja. Od obnove Meidži leta 1869 so cesarji prebivali v tokijski cesarski palači, medtem ko je bila ohranitev kjotske cesarske palače odrejena leta 1877. Danes je zemljišče odprto za javnost, Imperial Household Agency pa gosti javne oglede stavb večkrat na dan.
Kjotska cesarska palača je zadnja od cesarskih palač, zgrajenih na njenem mestu ali blizu nje v severovzhodnem delu stare prestolnice Heian-kjo (zdaj znanega kot Kjoto) po opustitvi večje prvotne palače Heian, ki je bila na zahodu sedanje palače v obdobju Heian. Palača je izgubila velik del svoje funkcije v času obnove Meidži, ko je bila prestolnica leta 1869 prestavljena v Tokio. Vendar sta cesar Taišo  in cesar Šova  še vedno imela slovesnosti ustoličenja v palači.

## Lega
Palača stoji v Kjōto-gjoenu (京都御苑), velikem pravokotnem ograjenem prostoru 1300 metrov od severa proti jugu in 700 metrov od vzhoda proti zahodu. Vsebuje tudi vrtove cesarske palače Sentō in državno gostišče Kjoto. Posestvo izvira iz zgodnjega obdobja Edo, ko je bila rezidenca visokih dvornih plemičev združena skupaj s palačo in obzidjem. Ko so prestolnico preselili v Tokio, so bile rezidence dvornih plemičev porušene in večina Kjōto gjoen je zdaj park, odprt za javnost.
Cesarska palača je uradno na tem območju od dokončne opustitve palače Heian v poznem 12. stoletju. Vendar že veliko prej dejanska rezidenca cesarjev pogosto ni bila v Notranji palači (内裏, dairi) prvotne palače iz obdobja Heian, ampak v eni od začasnih rezidenc (里内裏, sato-dairi) v tem delu mesta, ki so ga cesarju pogosto priskrbele močne plemiške družine. Sedanja palača je neposredna naslednica – po ponovitvah ponovne gradnje – ene od teh palač sato-dairi, Cučimikado-dono (土御門殿) klana Fudživara. Palača je bila, tako kot številne najstarejše in najpomembnejše stavbe na Japonskem, uničena v požaru in v svoji zgodovini večkrat obnovljena. Osemkrat je bila uničena in obnovljena, od tega šest v 250-letnem miru v obdobju Edo. Različica, ki trenutno stoji, je bila dokončana leta 1855 s poskusom reprodukcije arhitekture in sloga obdobja Heian prvotnega dairija palače Heian.
Ozemlje vključuje številne stavbe, skupaj s cesarsko rezidenco. Sosednja stavba na severu je sentō (仙洞) ali rezidenca upokojenega cesarja, onkraj nje pa čez ulico Imadegava stoji univerza Došiša. Agencija za cesarsko gospodinjstvo vzdržuje stavbo in okolico ter vodi javne oglede.

## Struktura
Glavne stavbe so med drugimi dvoranami Šišinden (紫宸殿, dvorana za državne slovesnosti), Seirjōden (清涼殿, cesarjevo običajno prebivališče), Kogošo (小御所, dvorna soba), Ogakumondžo (御学問所, cesarska delovna soba ali knjižnica ) in številne rezidence za cesarico, visoke aristokrate in vladne uradnike.

### Okurumajose
Veleposlaniki s posebnim dovoljenjem za uradne obiske so vstopali v palačo skozi vhod Okurumajose (御車寄).

### Šodaibunoma
Stavba Šodaibunoma (諸大夫の間) je bila uporabljena kot čakalnica za dostojanstvenike ob njihovih uradnih obiskih v palači. Odpeljali so jih v tri različne predprostore glede na njihove vrste.

### Šinmikurumajose
Struktura Šinmikurumajose (新御車寄) je bila zgrajena kot nov vhod za kočijo ob slovesnosti ustoličenja cesarja Taiša leta 1915.

### Vrata
[[Image:Kyotopalace.jpg|thumb|{{Nihongo|Kenreimon (建礼門), ena od glavnih vhodnih vrat z zunanjega na notranje dvorišče]]
Za državne slovesnosti so dostojanstveniki vstopali skozi Kenreimon (建礼門), ki ima streho iz cipresovega lesa in je podprta s štirimi nepobarvanimi lesenimi stebri. Ta vrata bi se uporabljala ob redkih priložnostih, ko bi cesar sprejel tujega diplomata ali dostojanstvenika, pa tudi za številne druge pomembne državne slovesnosti. Ob prehodu skozi Kenreimon bi se pojavila notranja vrata Džomeimon, ki so pobarvana v cinober in prekrita s ploščicami. To vodi do Šišin-den, ki je dvorana za državne slovesnosti. Gekkamon so manjša vrata na zahodni strani glavnega dvorišča.
Letni Aoi Macuri v maju je procesija Saiō-Dai, zgodovinsko svečenice cesarske hiše, do svetišč Šimogamo in Kamigamo. Procesija se odpravi izpred Kenreimona.
Druga vrata na zunanjem dvorišču so Kenšunmon, ki imajo podoben arhitekturni slog kot Kenreimon. Poleg je trg, kjer se igra tradicionalna igra z žogo Kemari.
- Džomeimon
- Kenšunmon

### Šunkōden
Šunkōden (春興殿) je bil zgrajen za namestitev svetega ogledala ob slovesnosti ustoličenja cesarja Taiša leta 1915. Streha je sodobna, saj je narejena iz bakra in ne iz lesenih skodel.

### Šišinden
Šišinden (紫宸殿) je najpomembnejša obredna stavba na ozemlju palače. Tu so potekale slovesnosti ustoličenja cesarja Taiša in cesarja Šova. Dvorana je velika 33 x 23 metrov in ima tradicionalni arhitekturni slog z dvokapno in štirikapno streho. Na obeh straneh njenega glavnega stopnišča so bila posajena drevesa, ki so postala zelo znana in sveta, češnja (sakura) na vzhodni levi strani in pomarančevca tačibana na desni proti zahodu. Vrt belega proda je imel pomembno vlogo pri obredu.
Središče Šišin-den je obdano s hisaši (庇), dolgim, tankim hodnikom, ki je obdajal glavno krilo aristokratovega doma v tradicionalni arhitekturi Heian. Znotraj tega je širok odprt prostor, prečkajo ga z deskami prekriti deli, ki vodijo do osrednje prestolne sobe.
- Ustoličenje cesarja Taiša leta 1915
- Drevo Sakon no Sakura
- Drevo Ukon no Tačibana

#### Takamikura
Takamikura (高御座) je cesarski prestol. Uporabljali so ga ob slovesnostih ustoličenja, ki so se začele leta 707 v času vladavine cesarice Genmei. Sedanji prestol je bil oblikovan po prvotni zasnovi, zgrajen leta 1913, dve leti pred ustoličenjem cesarja Taiša. Dejanski prestol je stol v črnem laku, postavljen pod osmerokotni baldahin, ki počiva na trinadstropnem podiju, pobarvanem s črnim lakom, z ograjami iz cinobra. Na obeh straneh prestola sta dve mizici, kjer bi bili postavljeni dve od treh cesarskih regalij (meč in dragulj) ter tajni pečat in državni pečat. Na vrhu krošnje je kip velikega feniksa, imenovanega hō-ō. Baldahin obdaja osem majhnih feniksov, dragulji in ogledala. Z nadstreška visijo kovinski okraski in zavese.
Drsna vrata, ki so cesarja skrivala pred pogledom, se imenujejo kendžō no šōdži (賢聖障子) in na njih je naslikana podoba 32 nebesnih svetnikov, ki je postala eden glavnih modelov za celotno slikarstvo obdobja Heian.

#### Mičodai
Mičodai (御帳台) je avgustovski sedež cesarice. Sedanji prestol je bil zgrajen leta 1913. Njegova barva in oblika sta enaki Takamikuri, vendar je v primerjavi s tem nekoliko manjši in enostavnejši. Nadstrešek je okrašen s kipom mitološke ptice rančō.
Cesarski prestol je vedno postavljen v sredino glavne dvorane, mićodai desno od njega. Oba prestola sta oddaljena od javnosti skozi zaslone, imenovane sudare.

### Seirjōden
Seirjōden (清涼殿) leži zahodno od Šišin-den, obrnjen proti vzhodu. Tudi ta ima štirikapno in dvokapno streho in je pretežno iz cipresovega lesa. Seirjō-den, ki je bil prvotno kraj, kjer je cesar vodil svoje osebne zadeve, je bil kasneje uporabljen tudi za različna srečanja in gostovanja. V središču je prostor, kjer bi cesar počival, na vzhodni strani dvorane pa je bil prostor z dvema tatamijema namenjenima sedenju dostojanstvenikov in aristokratov. Tu je lahko cesar opravljal formalne zadeve. Na severni strani dvorane je bil zaprt prostor, kjer je cesar spal ponoči; kasneje so cesarji začeli uporabljati uradno rezidenco. Zahodna stran je bila namenjena cesarjevim zajtrkom in je vsebovala tudi stranišče, medtem ko je južno stran uporabljal oskrbnik cesarskega arhiva. Na tem območju so bile slike mojstrov šole Tosa, tik zunaj pa so bili posajeni različni redki bambusi.
Prvotna stavba je bila zgrajena kot cesarjeva rezidenca ob koncu 8. stoletja in je bila uporabljena do 11. stoletja. Seirjō-den je bil na tej lokaciji ponovno zgrajen leta 1790 v manjšem obsegu kot prvotna stavba, vendar je ohranila prvotno strukturo.

### Kogošo
Kogošo (小御所) je kraj, kjer je cesar sprejel prapore pod neposrednim nadzorom šoguna Tokugave (buke). Uporabljali so ga tudi za nekatere obrede. Ta značilna stavba prikazuje mešanico arhitekturnih elementov slogov šinden-zukuri in šoin-zukuri.
Tu je v noči na 9. december 1867 potekala konferenca Kogošo, ki je razglasila obnovitev cesarske vladavine (osei fukko). Stavba je leta 1954 pogorela in je bila leta 1958 obnovljena.

### Ogakumondžo
Študijska dvorana Ogakumondžo (御学問所) je bila namenjena branju obredov, mesečnemu recitalu poezije in tudi kraju, kjer je cesar sprejemal plemiče. To je stavba v slogu šoin-zukuri s streho irimoja hivadabuki.

### Ocunegoten
Ocunegoten (御常御殿) je bila uporabljena kot cesarjeva rezidenca, dokler ni bila prestolnica prenesena v Tokio leta 1869. To je največja stavba palače s petnajstimi sobami. Nasproti njej je vrt Gonaeitei.

### Osuzumišo
Osuzumišo (御涼所) je poletna rezidenca cesarja.

### Košun
Košun (迎春) je študijska dvorana, ki jo je uporabljal cesar Komei, ki je vladal od leta 1846 do 1866.

### Omima
Omima (御三間) je bila uporabljena za neuradne slovesnosti, kot sta Festival zvezd in festival Bon.
Palača Suzaku-mon (朱雀門) je dosegljiva peš od postaje JR Nidžō.
- Sarugacudži
- Oike-niva (御池庭) vrt in ribnik